# Johann Hieronymus Graf
Johann Hieronymus Graf (latinisierter Nachname Gravius; * 19. November 1648 in Sulzbach; † 12. Mai 1729 in Berlin) war ein deutscher Musikwissenschaftler, Kantor und Komponist.

## Leben
Johann Hieronymus Graf entstammte einem Adelsgeschlecht und erhielt den ersten Unterricht in der Schule seiner Vaterstadt sowie in auswärtigen Bildungseinrichtungen. Danach besuchte er das Gymnasium in Heidelberg. Von hier aus folgte er dem Rechtsgelehrten Johannes Friedrich Böckelmann 1672 nach Leiden und studierte Jurisprudenz an der dortigen Universität. Er blieb bis 1676 in Leiden, fand aber an der trockenen Fachwissenschaft keinen Geschmack und wandte sich stattdessen hauptsächlich der Musik zu, die ihn schon seit seiner Jugend interessiert hatte. So hörte er neben juristischen Vorlesungen auch Kurse für Vokal- und Instrumentalmusik. Während seines Aufenthaltes in Leiden nahm er am siegreichen Kampf der Studenten gegen die Franzosen teil, die 1672 die Stadt überrumpeln wollten, aber mit großem Verlust zurückgeschlagen wurden. Er erhielt eine der silbernen Schaumünzen, welche die Generalstaaten zum Andenken an dieses erinnerungswürdige Ereignis schlagen ließen. In der Inschrift dieser Münze wird er Johann Hieronymus Graff genannt. Sein Porträt wurde auch 1672 unter dem Namen Graf nach seinem von ihm selbst getuschten Bildnis in Kupfer gestochen. Indessen schrieb er sich später gewöhnlich Gravius.
Nach dem Studienabschluss folgte Graf 1677 einem Ruf als Kantor und Schulkollege am akademischen Gymnasium in Bremen, wo er 30 Jahre lang erfolgreich wirkte. 1708 ließ er sich bewegen, als Kantor und Musikdirektor an der reformierten Parochialkirche nach Berlin zu gehen. Der König Friedrich I. von Preußen wollte ihn später zu seinem Kapellmeister ernennen. Graf lehnte jedoch dieses Anerbieten ab, weil er, um ruhig zu leben, keine größeren öffentlichen Musikaufführungen dirigieren wollte, sondern sich mit der Leitung des Kirchengesangs und der Privatkonzerte, die er in seiner Wohnung veranstaltete, begnügte. Er starb am 12. Mai 1729 im Alter von 80 Jahren an den Folgen eines Schlaganfalls in Berlin.
Graf besaß bedeutende Kenntnisse in der Vokal- und Instrumentalmusik, trat auch als Komponist hervor und spielte gewandt mehrere Musikinstrumente. Von seinen zahlreichen Kompositionen wurden nur die Geistlichen Sabbatsfreuden oder heiligen Lieder mit zwei Diskant und fortlaufendem Bass (Bremen 1683) gedruckt. Bekannter sind seine theoretischen Werke Rudimenta musicae practicae (Bremen 1685) und Gespräch zwischen dem Lehrmeister und Knaben von der Singkunst (Bremen 1702). Seine kleine Schrift Kurze Beschreibung von der Konstruktion und den Arten der Trommet Marin (Bremen 1681) ist selten geworden.
Graf soll der Stammvater des preußischen Adelsgeschlechts Graeve sein.